# Eofelis
Eofelis — викопний рід котовидих ссавців з родини німравідів. Скам'янілості були знайдені у фосфоритах Керсі, Франція. Відомо два види. E. giganteus був дуже великим, майже вдвічі більше, ніж E. edwardsii.